# Pałac w Żelazie
Pałac w Żelazie – zabytkowy pałac we wsi Żelazo (województwo pomorskie).
Żelazo zostało nadane rodzinie von Bandemer przez księcia pomorskiego Bogusława X. Od frontu w attykowym zwieńczeniu nad wejściem umieszczona była stalowa tarcza herbowa rodu von Bandemer, właścicieli pałacu do 1945. 
Obiekt jest częścią zespołu pałacowego z XVIII-XX w., w skład którego wchodzą jeszcze park.

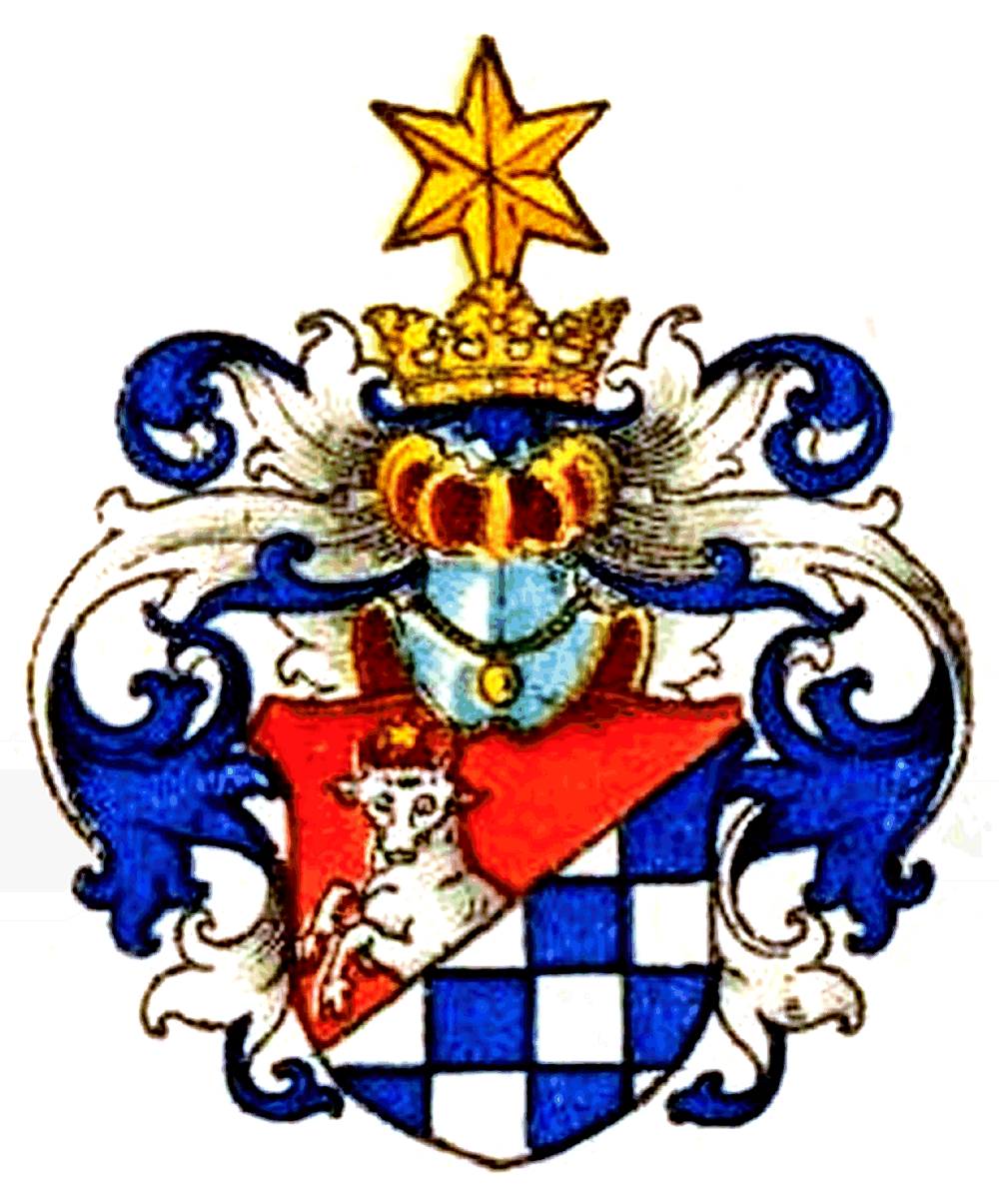
Herb Bandemer